# Body of Deceit
Body of Deceit è un film italiano del 2015 diretto da Alessandro Capone con Giulio Berruti, Kristanna Loken, Antonio Cupo e Sarai Givaty.

## Trama
Alice è una ghostwriter per conto di un famoso autore di bestseller. Lei è nel mezzo del lavoro per il suo nuovo libro, ma non può più scrivere. Un anno prima lei ha avuto un terribile incidente a Malta, dove lei soggiornava con il marito Max nella villa di famiglia, ed è rimasta in coma per 2 settimane. Al momento del risveglio aveva perso parte della sua memoria e non ricordava il suo incidente e il suo soggiorno a Malta. Da allora soffre di depressione e ha incubi ricorrenti. Max che è anche il suo agente la persuade a farla tornare a Malta sperando che la sua mente si sblocchi così da poter iniziare a lavorare di nuovo e rispettare la scadenza che l'editore gli ha dato. Nella bellissima villa a Malta, circondata da alberi da limoni, gli dà il benvenuto Sara, la ragazza è stata assunta Max. La ragazza diventa presto amica di Alice. Sono due donne diverse, una sensuale e sicura di sé, l'altra misteriosa e insicura. Nel frattempo, Castellano si aggira nei dintorni della villa, spiando Sara, parlando con Alice e intrattenendo rapporti con un poliziotto locale.